# Agrarkultur
Agrarkultur ist ein Ausdruck für Landwirtschaft, der häufig in mehrsprachigen oder übersetzten Texten, durch wörtliche Übertragung des englischen agriculture, verwendet wird.
Zusätzlich wird der Begriff als politisches Schlagwort verwendet, um traditionelle bäuerliche Landwirtschaft gegenüber der industriellen Landwirtschaft hervorzuheben. Damit sollen die positiven Wirkungen, die Landwirtschaft im Hinblick auf die Umwelt, das Klima, die Biodiversität und die Gesellschaft erbringen kann, hervorgehoben werden.

## Begriff, Bedeutung und Entstehung
Agrarkultur ist ein kritischer Begriff, der alle Phänomene im ländlichen Raum umfasst, die ein Gegengewicht zur industriellen Landwirtschaft darstellen. Der Weltagrarbericht kam bereits 2008 zu dem Schluss, dass die industrielle Landbewirtschaftung mit ihrer extremen Ausrichtung auf Technisierung, Rationalisierung und Marktwirtschaft für eine nachhaltige Ernährungssicherung nicht zukunftsfähig ist und benennt eine kleinteilige, multifunktionale und lokal ausgerichtete Landbewirtschaftung im Kampf gegen Hunger und Armut als zukunftsfähiges Modell.
Der Begriff Agrarkultur in diesem Sinne wurde Mitte der 1980er Jahre von der Schweisfurth-Stiftung eingeführt, die eine Neuerung der Agrarkultur in ihren Statuten und ihrem Stiftungsauftrag u. a. als Zielsetzung für eine umwelt-, menschen- und tiergerechte Landwirtschaft benennt.
Einen anderen Zugang wählt der Autor Nikolai Fuchs, der Agrarkultur in seinem Band Evolutive Agrarkultur im Kontext der biodynamischen Landwirtschaft nach Rudolf Steiner beschreibt. Als evolutive Agrarkultur versteht der Autor eine Landwirtschaft, die weniger von der Natur her, sondern vielmehr vom Menschen her gedacht wird. Über die Landwirtschaft und ihre Produkte soll die Entwicklung des Menschen befördert werden.
In jüngerer Zeit wurde der Begriff auch von Bioverbänden und anderen Organisationen zunehmend entdeckt:
- Bio-Austria[5]
- Demeter e.V.[6]
- Gen-ethisches Netzwerk e.V.[7]

Innerhalb des Kritischen Agrarberichts stellt Agrarkultur neben Agrarpolitik, internationale Beziehungen, Produktion und Markt, Regionalentwicklung, Tierhaltung und Tierschutz, Soziale Lage, Landwirtschaft und Ökologie, Gentechnik, Ökologischer Landbau, Verbraucher und Wald eine eigene Aufsatzkategorie dar. Der Agrarethiker Franz-Theo Gottwald definiert Agrarkultur als „bäuerlich-dörflichen Lebensstil“, den man „aus ganzheitlicher Perspektive also als Agrarkultur im eigentlichen Sinne des Wortes verstehen [kann]“ Daneben gibt es den Ansatz, Agrarkultur im Licht einer landschaftskulturellen Entwicklung zu sehen. Ausschlaggebend ist hier der Erhalt und die Entwicklung einer Kulturlandschaft, die naturnah ist und vor dem Hintergrund einer touristischen Nutzung bestehen kann (etwa Landschaftspflegeverband Mecklenburger Agrarkultur e.V.)